# Philocaenus medius
Philocaenus medius är en stekelart som beskrevs av Van Noort 1994. Philocaenus medius ingår i släktet Philocaenus och familjen fikonsteklar.
Artens utbredningsområde är Malawi. Inga underarter finns listade i Catalogue of Life.